# Reichsbahndirektion Breslau

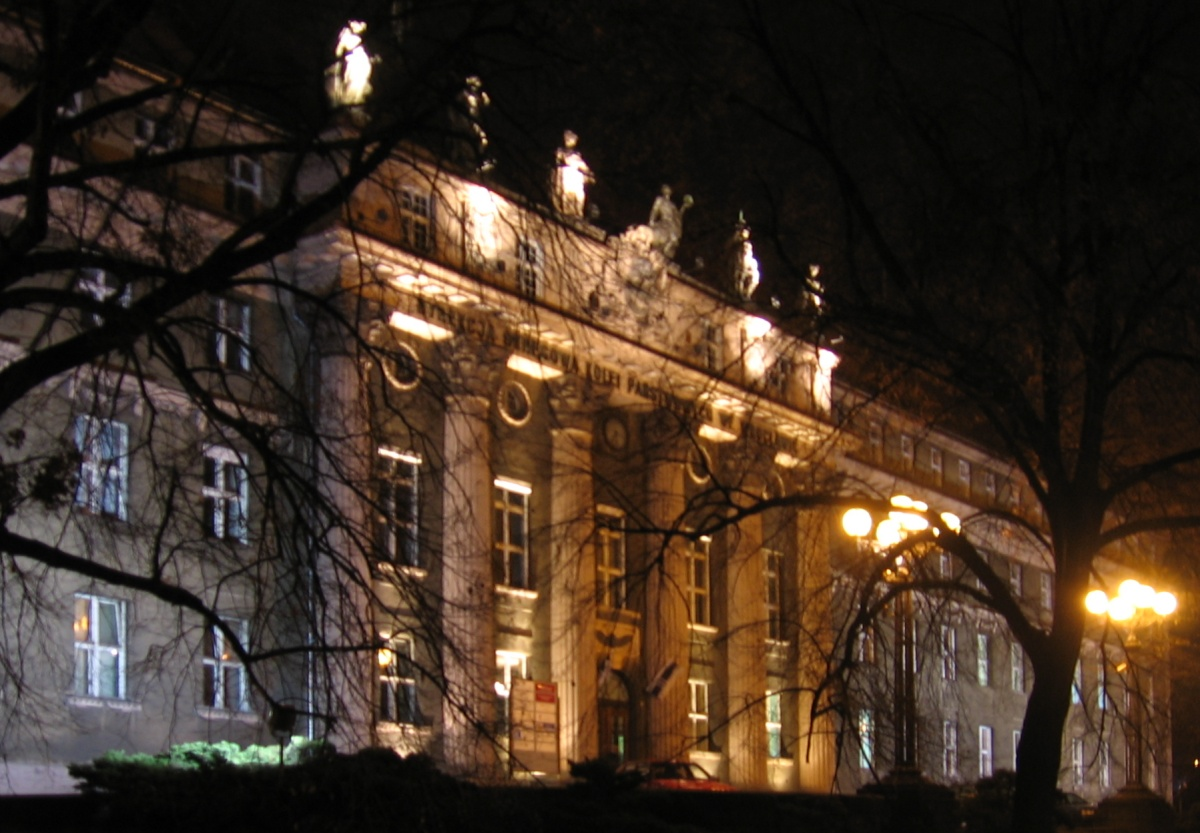
Reichsbahndirektion Breslau
(zuvor: Königliche Eisenbahndirektion Breslau)

Die Reichsbahndirektion Breslau war ein Verwaltungsbezirk der Deutschen Reichsbahn mit Sitz in Breslau.

## Geschichte
Zunächst bestand in Breslau seit 1856 die Königliche Eisenbahndirektion Breslau (KED Breslau), als der Betrieb der Oberschlesischen Eisenbahn auf den Staat überging und deren erster Direktor Albert von Maybach wurde. Sie wurde 1879 zu einer der 11 Eisenbahndirektionen der damals im Rahmen der Verstaatlichungswelle neu organisierten Preußische Staatseisenbahnen. Als diese 1920 in der Deutschen Reichsbahn aufgingen, wurde sie in Reichsbahndirektion Breslau umbenannt. Das Gebiet der Direktion erstreckte sich (bis zum Ende des Zweiten Weltkrieges) über den Großteil der preußischen Provinz Niederschlesien.
Seit 1911 baute die Bahndirektion den elektrischen Bahnbetrieb in Schlesien auf, wobei je nach Gegebenheiten mit ruhendem und rollendem Material experimentiert wurde. Damit hatte diese Reichsbahndirektion eine bedeutende Vorreiterrolle bei der Einführung elektrifizierter Bahnstrecken in Deutschland inne. Der elektrische Betrieb verband seit 1928 auch Breslau im Osten mit Görlitz im Westen Niederschlesiens. Die Direktion unterhielt auch ein eigenes Bahnstromkraftwerk in Mittelsteine. Der elektrische Betrieb im Bereich Breslau und Lauban brach im Februar 1945 durch Kriegseinwirkung zusammen. Auch nach der sinnlosen Sprengung der Viadukte über Neiße und Bober sowie des Rohrlachter Tunnel Anfang Mai wurde der Betrieb bis zum Beginn der Demontagen Anfang Juli 1945 abschnittsweise fortgeführt.
Die näher rückende Ostfront zwang die Verwaltung der Reichsbahndirektion 1945 zur Evakuierung der Dienststellen. Am frühen Morgen des 27. Januar 1945 traf der Präsident der Reichsbahndirektion und ein Sonderstab mit einem Befehlszug im Bahnhof Görlitz ein. Bis die Sowjetarmee den Ring um die Festung Breslau schloss, verkehrte zwischen beiden Städten täglich ein Triebwagenzug im Kurierverkehr. Der Zug war lediglich Personen mit einem Kurierausweis vorbehalten. Mitte Februar 1945 begann die Verlegung der Direktionsbediensteten nach Erfurt. Die Strecken westlich der Lausitzer Neiße übernahm nach dem Zweiten Weltkrieg die Reichsbahndirektion Cottbus.
Nach Eroberung Schlesiens durch die Rote Armee 1945 richteten die Polnischen Staatsbahnen (PKP) eine provisorische Bahndirektion in Kreuzburg ein. Als die Sowjets die Einrichtung polnischer Dienststellen in Breslau zuließen, übernahmen die PKP die Eisenbahndirektion Breslau, nunmehr Dyrekcja Okręgowa Kolei Państwowych (Regionalbahndirektion) genannt, um den Bahnverkehr wieder in Gang zu setzen. Offiziell wurden alle Bahnanlagen in Niederschlesien östlich der Neiße am 21. September 1945 der PKP unterstellt. Den sowjetischen Demontagen, vor allem der Anlagen der elektrifizierten Strecken, konnte die Direktion nicht wehren. Im Zuge der Strukturreform der PKP wurde die Direktion 1998 aufgelöst.

## Strecken
Bedeutende Strecken innerhalb der Direktion waren:
- die Strecke Sommerfeld – Sagan – Liegnitz – Breslau – Brieg (Niederschlesisch-Märkische Eisenbahn)
- die Strecke Görlitz – Lauban – Hirschberg (Riesengeb.) – Waldenburg – Glatz bzw. Breslau (Schlesische Gebirgsbahn)
- die Strecke Breslau – Glatz – Kamenz (Schlesien) – Mittelwalde – weiter in Tschechoslowakei (Bahnstrecke Wrocław–Międzylesie)
- die Strecke Breslau – Brieg – (Oppeln)
- die Strecke Breslau – Markstädt – weiter nach Oppeln (Oberschlesische Eisenbahn)
- die Strecke Liegnitz – Königszelt – Kamenz (Schlesien) – weiter nach Neisse (Bahnstrecke Nysa–Brzeg)
- die Strecke Görlitz – Hagenwerder (Nikrisch) – Seidenberg (Bahnstrecke Görlitz–Seidenberg)

Die Strecken wurden verwaltet durch die Verkehrsämter der Direktion in Breslau, Liegnitz, Görlitz, Waldenburg und Neiße/OS. Die dazugehörigen Ausbesserungswerke (AW) befanden sich hauptsächlich in Breslau, Liegnitz, Oels und Schweidnitz. Für den elektrischen Betrieb der Strecken im Waldenburger Gebiet, und für die Kernstrecke Görlitz – Hirschberg (Riesengebirge) – Breslau bestand ein spezielles – hochmodernes – Werk für Elektrolokomotiven in Lauban. Bahnbetriebswerke (Bw) für elektrische Traktion befanden sich in Breslau Freiburger Bahnhof, Hirschberg (Riesengebirge), Königszelt, Waldenburg-Dittersbach, Görlitz-Schlauroth und in Halbstadt (dieses nur für Triebwagen).

## Vorsitzende (bis 1895) und Präsidenten
- Albert von Maybach: 1857/58
- Georg Wilhelm Offermann: von 1859 bis 1867, anschließend Mitglied des Aufsichtsrates der Köln-Mindener Eisenbahn-Gesellschaft
- Ludwig Lentze: von 1867 bis 1876 (†)
- Ernst Fleck: von 1877 bis 1884 (†)
- Viktor Kranold: von 1884 bis 1893, anschließend Präsident der Eisenbahndirektion Berlin
- Leo Wehrmann: von 1893 bis 1898, anschließend Direktor im Ministerium der öffentliche Arbeiten
- Hermann: von 1899 bis 1909
- Arthur Mallison: von 1909 bis 1919
- Paul Halke: 1919/20, vorher Präsident der Eisenbahndirektion Bromberg
- Johannes Vogt: von 1920 bis 1923, anschließend Unterstaatssekretär im Reichsverkehrsministerium
- Kurt Born: von 1924 bis 1937
- Bernhard Witte: von 1937 bis 1943
- Ludwig Frorath: 1944/45 (†)
- Günther Wiens: 1945